# Aedth Mac Brice
Pour les articles homonymes, voir Aod.
Aod, Aedth Mac Brice ou Aedsin (VIe siècle), est un disciple de saint Illadan. Il est évêque-abbé dans le Meath en Irlande, dans la région de Tullamore. Reconnu saint chrétien, il est fêté le 10 novembre,.